# Senta Crotz de Cadèrla
Senta Crotz de Cadèrla (en francès Sainte-Croix-de-Caderle) és un municipi francès situat al departament del Gard i a la regió d'Occitània.